# Promenaea silvana
Promenaea silvana là một loài thực vật có hoa trong họ Lan. Loài này được F.Barros & Cath. miêu tả khoa học đầu tiên năm 1994.